# Жиловка (река)
Жиловка — река в России, протекает в Валдайском и Крестецком районах Новгородской области. Устье реки находится напротив деревни Ламерье Новорахинского сельского поселения в 0,7 км по левому берегу реки Чёрная. Длина реки составляет 20 км.
Река протекает через пруды Жиловка № 2 и Жиловка № 1.
У истоков реки расположены деревни Стекляницы и Усиха Костковского сельского поселения Валдайского района. Ниже, на берегу пруда Жиловка № 1 стоит деревня Чавницы Яжелбицкого сельского поселения.

## Данные водного реестра
По данным государственного водного реестра России относится к Балтийскому бассейновому округу, водохозяйственный участок реки — Ловать и Пола, речной подбассейн реки — Волхов. Относится к речному бассейну реки Нева (включая бассейны рек Онежского и Ладожского озера).
Код объекта в государственном водном реестре — 01040200312102000022332.